# Algrafi
Algrafi är en litografisk tryckmetod där man använder en tryckplåt av aluminium istället för en litografisk sten. Metoden uppfanns och patenterades av Josef Scholz, Mainz, Tyskland, 1892. Även tidigare hade aluminunumplåt används vid litografiska tryck men Scholz var den första som lyckades få det till en fungerande kommersiell process.